# Alsa Todi
A Alsa Todi (AT) é uma empresa de transporte coletivo rodoviário de passageiros que opera em Portugal, nos concelhos de Alcochete, Moita, Montijo, Palmela e Setúbal, assegurando as ligações entre estes e Almada, Barreiro, Lisboa, Seixal, Sesimbra e Vendas Novas. É a concessionária da Carris Metropolitana para os concelhos de Alcochete, Moita, Montijo, Palmela e Setúbal, referentes à chamada Área 4, operando as linhas numeradas entre 4000 e 4999.

## História
A AT foi a primeira empresa, do conjunto de 4 operadores responsáveis pelos transportes rodoviários de passageiros na Área Metropolitana de Lisboa, a operar sob a marca Carris Metropolitana. Apesar de a empresa ter sido constituída a 5 de novembro de 2020, esta só começou a operar de forma integral com o lançamento da Carris Metropolitana na Área 4 a 1 de junho de 2022. O início da sua operação foi maioritariamente recebido com críticas generalizadas da maioria dos passageiros devido ao incumprimento de horários e à não execução de algumas ligações previstas.
As antigas carreiras dos Transportes Sul do Tejo, o operador regional antes da entrada em funcionamento da Carris Metropolitana, foram renumeradas de acordo com o novo sistema (de quatro algarismos, neste caso iniciados por "4"), com ajustes de horário e beneficiação de frota, e extintas as marcas diferenciadas. A sinalética, librés e bilhética passaram a ficar sob a alçada unificadora da Carris Metropolitana.
A AT surge de um consórcio entre a Alsa, um operador de transportes públicos rodoviários espanhol pertencente ao grupo National Express, o qual é um operador de transportes públicos rodoviários e ferroviários internacional, e a Luisa Todi, um operador de transportes públicos rodoviários luso-espanhol pertencente ao grupo Transvia, o qual é um operador de transportes públicos rodoviários espanhol.

## Tarifário
Nas linhas operadas pela AT é válido o tarifário da Carris Metropolitana, passando assim as tarifas a estar relacionadas com o tipo de linha a utilizar:
| tipo de linha  | tarifa   | áreas de abrangência | viagens ocasionais | viagens ocasionais | viagens frequentes  | viagens frequentes      |
| tipo de linha  | tarifa   | áreas de abrangência | navegante a bordo  | navegante pré-pago | navegante municipal | navegante metropolitano |
| -------------- | -------- | -------------------- | ------------------ | ------------------ | ------------------- | ----------------------- |
| Próxima        | Tarifa 1 | 1, 2, 3 e 4          | 1,25 €             | 0,85 €             | 30 €/mês            | 40 €/mês                |
| Longa          | Tarifa 2 | 1, 2, 3 e 4          | 2,60 €             | 1,55 €             | 30 €/mês            | 40 €/mês                |
| Rápida         | Tarifa 3 | 2, 3 e 4             | 4,50 €             | 3,10 €             | 30 €/mês            | 40 €/mês                |
| Inter-Regional | Tarifa 4 | 2 e 4                | 2,60 €             | -                  | 30 €/mês + 20 €     | 40 €/mês + 20 €         |
| Mar            | Tarifa 5 | 2, 3 e 4             | 4,50 €             | 3,10 €             | 30 €/mês            | 40 €/mês                |

1. ↑   O cartão Navegante Ocasional tem um custo de aquisição de 0,50 €
2. 1 2 3 4 5 6   Continuam a existir os descontos Navegante +65, Família, 12 anos, 4-18, sub23 e Social+
3. ↑   Área 2: acréscimo de 0,50 € em viagens para fora da Área Metropolitana de Lisboa
4. ↑   Área 4: acréscimo de 1,00 € em viagens para fora da Área Metropolitana de Lisboa

## Infraestruturas e frota
A sede da AT está localizada na Estrada de Algeruz em Cruz de Peixe, Setúbal, contando ainda com garagens na Moita e em Setúbal, anteriormente pertencentes aos Transportes Sul do Tejo.
A frota da empresa é composta por 227 veículos a diesel de última geração, tendo também veículos híbridos, com propulsão elétrica ou a gás natural, cuja assistência é prestada através das oficinas localizadas ao longo da sua área de atuação, designadamente na Moita e em Setúbal.

## Linhas
A AT opera em parte do território anteriormente pertencente à rede dos Transportes Sul do Tejo, podendo algumas das anteriormente ligações ter sido extintas ou não. Com a entrada em vigor da Carris Metropolitana a 1 de junho 2022, a gestão das linhas, anteriormente designadas de carreiras, à época operadas pelos Transportes Sul do Tejo no território incluído na Área 4, foi centralizada nesta nova entidade, ficando a AT, enquanto concessionária, apenas como fornecedora de frota e respetiva gestão (incluindo tripulantes, logística e manutenção). A AT passou assim a operar 150 linhas, as quais incluem ligações anteriormente pertencentes à Rodoviária do Alentejo.
NOTA: Para linhas da Carris Metropolitana desativadas ver Linhas Desativadas.
| Linha | Terminais                                                    | Via                                    | Tipo           | Percursos | Centro Operacional | Frota                       | Carreira Subst.  | Início de Operação |
|       | (ordenação)                                                  | (ordenação)                            |                |           | (ordenação)        |                             |                  | (ordenação)        |
| ----- | ------------------------------------------------------------ | -------------------------------------- | -------------- | --------- | ------------------ | --------------------------- | ---------------- | ------------------ |
| 4001  | Alcochete                                                    |                                        | próxima        | ↺         | Broega             | autocarro mini              | Nova             | 2022.06.01         |
| 4002  | Alcochete                                                    | São Francisco                          | próxima        | ↺         | Broega             | autocarro mini              | Nova             | 2022.06.01         |
| 4101  | Alhos Vedros (Escola José Afonso) ⇆ Arroteias                |                                        | longa          | ↓↑        | Broega             | autocarro standard 2 portas | 336              | 2022.06.01         |
| 4102  | Moita (Estação) ⇆ Sarilhos Pequenos                          | Gaio-Rosário                           | longa          | ↓↑        | Broega             | autocarro standard 2 portas | 312              | 2022.06.01         |
| 4103  | Moita (Estação) ⇆ Sarilhos Pequenos                          |                                        | próxima        | ↓↑        | Broega             | autocarro standard 3 portas | 318              | 2022.06.01         |
| 4104  | Moita (Estação)                                              | Moita (Centro)                         | próxima        | ↺         | Broega             | autocarro standard 2 portas | 313              | 2022.06.01         |
| 4105  | Moita (Estação)                                              | Carvalhinho                            | próxima        | ↺         | Broega             | autocarro standard 2 portas | Nova             | 2024.09.12         |
| 4106  | Alhos Vedros                                                 | Centro de Saúde                        | próxima        | ↺         | Broega             | autocarro mini              | Nova             | 2024.04.01         |
| 4107  | Alhos Vedros                                                 | Arroteias                              | próxima        | ↺         | Broega             | autocarro mini              | Nova             | 2024.04.01         |
| 4202  | Afonsoeiro ⇆ Bairro do Saldanha                              | Bairro da Calçada                      | longa          | ↓↑        | Broega             | autocarro standard 3 portas | 404              | 2022.06.01         |
| 4203  | Afonsoeiro ⇆ Cais do Seixalinho                              | Bairro da Liberdade                    | próxima        | ↓↑        | Broega             | autocarro standard 3 portas | 403              | 2022.06.01         |
| 4204  | Bairro do Charqueirão ⇆ Cais do Seixalinho                   |                                        | próxima        | ↓↑        | Broega             | autocarro standard 2 portas | 401              | 2022.06.01         |
| 4205  | Cais do Seixalinho ⇆ Vale Porrim                             | Bairro do Charqueirão                  | longa          | ↓↑        | Broega             | autocarro standard 3 portas | 401              | 2022.06.01         |
| 4206  | Bairro do Esteval ⇆ Cais do Seixalinho                       |                                        | próxima        | ↓↑        | Broega             | autocarro standard 3 portas | 403              | 2022.06.01         |
| 4207  | Alegro Montijo ⇆ Cais do Seixalinho                          |                                        | próxima        | ↓↑        | Broega             | autocarro standard 2 portas | 401              | 2022.06.01         |
| 4208  | Cais do Seixalinho ⇆ Sarilhos Grandes (Estrada dos 4 Marcos) |                                        | longa          | ↓↑        | Broega             | autocarro standard 2 portas | Nova             | 2022.06.01         |
| 4211  | Pegões                                                       | Craveiras                              | próxima        | ↺         | Broega             | autocarro mini              | Nova             | 2022.06.01         |
| 4212  | Foros da Boavista ⇆ Pegões                                   |                                        | longa          | ↓↑        | Broega             | autocarro standard 3 portas | 441              | 2022.06.01         |
| 4301  | Palmela (Terminal)                                           | Escolas Palmela                        | próxima        | ↺         | Varzinha           | autocarro standard 3 portas | 680              | 2022.06.01         |
| 4302  | Palmela (Estação) ⇆ Palmela (Terminal)                       |                                        | longa          | ↓↑        | Varzinha           | autocarro standard 3 portas | 454              | 2022.06.01         |
| 4303  | Palmela (Terminal)                                           |                                        | próxima        | ↺         | Varzinha           | autocarro mini              | Centro Histórico | 2022.06.01         |
| 4304  | Palmela (Terminal) ⇆ Penalva (Estação)                       |                                        | longa          | ↓↑        | Varzinha           | autocarro standard 3 portas | Nova             | 2022.06.01         |
| 4305  | Brejos do Assa ⇆ Palmela (Terminal)                          |                                        | longa          | ↓↑        | Varzinha           | autocarro standard 3 portas | 447              | 2022.06.01         |
| 4307  | Loja Nova ⇆ Palmela (Terminal)                               |                                        | longa          | ↓↑        | Varzinha           | autocarro standard 3 portas | 454              | 2022.06.01         |
| 4308  | Palmela (Terminal) ⇆ Pinhal Novo (Estação)                   |                                        | longa          | ↓↑        | Varzinha           | autocarro standard 3 portas | Nova             | 2022.06.01         |
| 4310  | Águas de Moura ⇆ Poceirão                                    |                                        | longa          | ↓↑        | Varzinha           | autocarro mini              | 710              | 2022.06.01         |
| 4311  | Asseiceira ⇆ Poceirão                                        |                                        | longa          | ↓↑        | Varzinha           | autocarro mini              | 455              | 2022.06.01         |
| 4312  | Poceirão ⇆ Vale da Abrunheira                                | Fernando Pó                            | longa          | ↓↑        | Varzinha           | autocarro standard 3 portas | 711              | 2022.06.01         |
| 4313  | Cabanas ⇆ Penalva (Estação)                                  |                                        | longa          | ↓↑        | Varzinha           | autocarro standard 3 portas | Nova             | 2022.06.01         |
| 4320  | Pinhal Novo                                                  |                                        | próxima        | ↺         | Varzinha           | autocarro mini              | 449              | 2022.06.01         |
| 4321  | Pinhal Novo ⇆ Quinta do Anjo                                 |                                        | longa          | ↓↑        | Varzinha           | autocarro standard 3 portas | 449              | 2022.06.01         |
| 4322  | Pinhal Novo ⇆ Rio Frio                                       |                                        | longa          | ↓↑        | Varzinha           | autocarro standard 3 portas | 448              | 2022.06.01         |
| 4401  | Hospital de São Bernardo ⇆ Mitrena (Somincor)                |                                        | longa          | ↓↑        | Varzinha           | autocarro standard 2 portas | Nova             | 2022.06.01         |
| 4402  | Estefanilha ⇆ Setúbal (ITS)                                  |                                        | longa          | ↓↑        | Varzinha           | autocarro standard 3 portas | 780              | 2022.06.01         |
| 4403  | Fonte da Talha ⇆ Mercado do Livramento                       |                                        | próxima        | ↓↑        | Varzinha           | autocarro standard 2 portas | 604              | 2022.06.01         |
| 4404  | Setúbal (ITS)                                                |                                        | próxima        | ↺         | Varzinha           | autocarro standard 2 portas | Nova             | 2022.06.01         |
| 4406  | Manteigadas ⇆ Mercado do Livramento                          |                                        | próxima        | ↓↑        | Varzinha           | autocarro standard 2 portas | 601              | 2022.06.01         |
| 4407  | Manteigadas → Mercado do Livramento                          | Bairro Afonso Costa                    | longa          | ↑         | Varzinha           | autocarro standard 2 portas | 616              | 2022.06.01         |
| 4408  | Mercado do Livramento → Manteigadas                          | Bela Vista                             | longa          | ↑         | Varzinha           | autocarro standard 3 portas | 601              | 2022.06.01         |
| 4409  | Bairro da Quinta de Santo António ⇆ Bairro do Viso           | Monte Belo                             | longa          | ↓↑        | Varzinha           | autocarro standard 2 portas | Nova             | 2022.06.01         |
| 4410  | Manteigadas (Escola Profissional) ⇆ Poço Mouro               | Alegro Setúbal                         | longa          | ↓↑        | Varzinha           | autocarro standard 3 portas | Nova             | 2022.06.01         |
| 4412  | Mercado do Livramento ⇆ Morgada                              |                                        | longa          | ↓↑        | Varzinha           | autocarro standard 3 portas | 601              | 2022.06.01         |
| 4414  | Hospital de Outão ⇆ Setúbal (ITS)                            |                                        | longa          | ↓↑        | Varzinha           | autocarro standard 2 portas | 751              | 2022.06.01         |
| 4415  | Hospital de Outão ⇆ Setúbal (ITS)                            | Vale da Rasca                          | longa          | ↓↑        | Varzinha           | autocarro standard 2 portas | 751              | 2022.06.01         |
| 4416  | Poço Mouro ⇆ Setúbal (ITS)                                   |                                        | longa          | ↓↑        | Varzinha           | autocarro standard 2 portas | 602              | 2022.06.01         |
| 4417  | Poço Mouro ⇆ Setúbal (ITS)                                   | Manteigadas                            | longa          | ↓↑        | Varzinha           | autocarro standard 2 portas | 602              | 2022.06.01         |
| 4418  | Alegro Setúbal ⇆ Praça do Quebedo                            |                                        | longa          | ↓↑        | Varzinha           | autocarro standard 2 portas | 602              | 2022.06.01         |
| 4419  | Brejos de Canes ⇆ Saboaria                                   |                                        | longa          | ↓↑        | Varzinha           | autocarro standard 2 portas | 612              | 2022.06.01         |
| 4420  | Alegro Setúbal ⇆ Setúbal (ITS)                               |                                        | próxima        | ↓↑        | Varzinha           | autocarro standard 2 portas | 602              | 2022.06.01         |
| 4421  | Bairro das Camolas ⇆ Casal das Figueiras                     |                                        | longa          | ↓↑        | Varzinha           | autocarro standard 2 portas | 609 614          | 2022.06.01         |
| 4422  | Bairro das Camolas ⇆ Casal das Figueiras                     | Bairro do Viso                         | longa          | ↓↑        | Varzinha           | autocarro standard 2 portas | 609 614          | 2022.06.01         |
| 4424  | Bairro do Viso ⇆ Manteigadas (Piscinas)                      |                                        | longa          | ↓↑        | Varzinha           | autocarro standard 3 portas | 608              | 2022.06.01         |
| 4425  | Escola do Viso ⇆ Mitrena (Lisnave)                           |                                        | longa          | ↓↑        | Varzinha           | autocarro standard 3 portas | 608              | 2022.06.01         |
| 4426  | Bairro da Quinta de Santo António ⇆ Bairro do Viso           |                                        | próxima        | ↓↑        | Varzinha           | autocarro standard 3 portas | 608              | 2022.06.01         |
| 4427  | Bela Vista ⇆ Mercado do Livramento                           |                                        | próxima        | ↓↑        | Varzinha           | autocarro standard 2 portas | Nova             | 2022.06.01         |
| 4428  | Casal das Figueiras ⇆ Vale Ana Gomes                         |                                        | longa          | ↓↑        | Varzinha           | autocarro standard 2 portas | 609              | 2022.06.01         |
| 4429  | Mercado do Livramento ⇆ Vale de Cobro (Centro de Saúde)      |                                        | longa          | ↓↑        | Varzinha           | autocarro standard 2 portas | Nova             | 2022.06.01         |
| 4430  | Hospital de São Bernardo ⇆ Montalvão                         |                                        | próxima        | ↓↑        | Varzinha           | autocarro standard 2 portas | Nova             | 2022.06.01         |
| 4431  | Setúbal (ITS) ⇆ Varzinha                                     |                                        | próxima        | ↓↑        | Varzinha           | autocarro standard 2 portas | 605              | 2022.06.01         |
| 4432  | Casas de Azeitão ⇆ Setúbal (ITS)                             |                                        | longa          | ↓↑        | Varzinha           | autocarro mini              | Nova             | 2022.06.01         |
| 4433  | Alto da Guerra ⇆ Casal das Figueiras                         |                                        | longa          | ↓↑        | Varzinha           | autocarro standard 2 portas | 614              | 2022.06.01         |
| 4434  | Bela Vista (Mercado) ⇆ Urbisado                              |                                        | próxima        | ↓↑        | Varzinha           | autocarro standard 2 portas | 607              | 2022.06.01         |
| 4435  | Biscainho ⇆ Faralhão                                         |                                        | longa          | ↓↑        | Varzinha           | autocarro standard 3 portas | Nova             | 2022.06.01         |
| 4436  | Mercado do Livramento ⇆ Terroa                               |                                        | próxima        | ↓↑        | Varzinha           | autocarro standard 2 portas | 601              | 2022.06.01         |
| 4437  | Faralhão ⇆ Setúbal (ITS)                                     |                                        | longa          | ↓↑        | Varzinha           | autocarro standard 3 portas | 780              | 2022.06.01         |
| 4438  | Monte Belo Norte ⇆ Saboaria                                  |                                        | longa          | ↓↑        | Varzinha           | autocarro standard 2 portas | 610              | 2022.06.01         |
| 4439  | Praias do Sado ⇆ Setúbal (ITS)                               |                                        | longa          | ↓↑        | Varzinha           | autocarro mini              | 797              | 2022.06.01         |
| 4440  | Monte Belo Norte ⇆ Saboaria                                  | Alegro Setúbal                         | longa          | ↓↑        | Varzinha           | autocarro standard 2 portas | 610              | 2022.06.01         |
| 4441  | Saboaria ⇆ Vale de Cobro                                     |                                        | longa          | ↓↑        | Varzinha           | autocarro standard 2 portas | 612              | 2022.06.01         |
| 4442  | Bela Vista ⇆ Praias do Sado (Estação)                        |                                        | longa          | ↓↑        | Varzinha           | autocarro standard 3 portas | 766              | 2022.06.01         |
| 4443  | Politécnico de Setúbal ⇆ Praias do Sado                      |                                        | longa          | ↓↑        | Varzinha           | autocarro standard 3 portas | Nova             | 2022.06.01         |
| 4451  | Mitrena (Lisnave) ⇆ Setúbal (ITS)                            |                                        | longa          | ↓↑        | Varzinha           | autocarro standard 3 portas | 776              | 2022.06.01         |
| 4452  | Mitrena (Navigator) ⇆ Setúbal (ITS)                          | Faralhão                               | longa          | ↓↑        | Varzinha           | autocarro standard 3 portas | 756              | 2022.06.01         |
| 4453  | Mitrena (Navigator) ⇆ Setúbal (ITS)                          | Faralhão e Mercado do Livramento       | longa          | ↓↑        | Varzinha           | autocarro standard 3 portas | 757              | 2022.06.01         |
| 4463  | Azeitão                                                      | R. José Augusto Coelho                 | próxima        | ↻         | Varzinha           | autocarro mini              | Nova             | 2024.03.01         |
| 4464  | Azeitão                                                      | R. Dr. Francisco Gonçalves de Oliveira | próxima        | ↺         | Varzinha           | autocarro mini              | Nova             | 2024.03.01         |
| 4465  | Escolas Azeitão (Trajeto 1)                                  |                                        | próxima        | ↑         | Varzinha           | autocarro mini              | Nova             | 2024.09.09         |
| 4466  | Escolas Azeitão (Trajeto 2)                                  |                                        | próxima        | ↑         | Varzinha           | autocarro mini              | Nova             | 2024.09.09         |
| 4467  | Escolas Azeitão (Trajeto 3)                                  |                                        | próxima        | ↑         | Varzinha           | autocarro mini              | Nova             | 2024.09.09         |
| 4468  | Escolas Azeitão (Trajeto 4)                                  |                                        | próxima        | ↑         | Varzinha           | autocarro mini              | Nova             | 2024.09.09         |
| 4470  | Praia do Creiro ⇆ Setúbal (ITS)                              | Vila Nogueira de Azeitão               | longa          | ↓↑        | Varzinha           | autocarro standard 3 portas | 727              | 2022.06.01         |
| 4471  | Praia do Albarquel                                           |                                        | longa          | ↺         | Varzinha           | autocarro mini              | 726              | 2022.06.01         |
| 4474  | Alegro Setúbal ⇆ Praia da Figueirinha                        |                                        | longa          | ↓↑        | Varzinha           | autocarro standard 3 portas | 725              | 2022.06.01         |
| 4476  | Outão                                                        | Praias da Arrábida                     | longa          | ↺         | Varzinha           | autocarro mini              | 723              | 2022.06.01         |
| 4477  | Praia do Creiro                                              | Praias da Arrábida                     | próxima        | ↺         | Varzinha           | autocarro mini              | Nova             | 2024.06.01         |
| 4481  | Monte Belo                                                   | Bonfim e Mercado do Livramento         | longa          | ↺         | Varzinha           | autocarro standard 3 portas | Nova             | 2024.06.01         |
| 4482  | Monte Belo                                                   | Terroa e Mercado do Livramento         | longa          | ↻         | Varzinha           | autocarro standard 3 portas | Nova             | 2024.06.01         |
| 4501  | Alcochete Freeport ⇆ Cais do Seixalinho                      |                                        | longa          | ↓↑        | Broega             | autocarro standard 3 portas | 412              | 2022.06.01         |
| 4503  | Bairro do Charqueirão ⇆ Bairro da Cova da Loba               |                                        | longa          | ↓↑        | Broega             | autocarro standard 2 portas | Nova             | 2022.06.01         |
| 4504  | Alcochete Freeport ⇆ Cais do Seixalinho                      | Atalaia e Passil                       | longa          | ↓↑        | Broega             | autocarro standard 3 portas | 415              | 2022.06.01         |
| 4512  | Alcochete Freeport ⇆ Setúbal (ITS)                           |                                        | longa          | ↓↑        | Broega             | autocarro standard 3 portas | 413              | 2022.06.01         |
| 4514  | Canha ⇆ Montijo (Terminal)                                   | Pegões                                 | longa          | ↓↑        | Broega             | autocarro standard 3 portas | 414 416          | 2022.06.01         |
| 4515  | Montijo (Terminal) ⇆ Pegões                                  |                                        | longa          | ↓↑        | Broega             | autocarro standard 3 portas | 416              | 2022.06.01         |
| 4516  | Montijo (Terminal) ⇆ Rio Frio                                |                                        | longa          | ↓↑        | Broega             | autocarro standard 3 portas | 426              | 2022.06.01         |
| 4520  | Faias ⇆ Pegões                                               |                                        | longa          | ↓↑        | Broega             | autocarro standard 3 portas | 444              | 2022.06.01         |
| 4521  | Faias ⇆ Pinhal Novo                                          | Lagameças                              | longa          | ↓↑        | Broega             | autocarro standard 3 portas | 446              | 2022.06.01         |
| 4522  | Faias ⇆ Poceirão                                             |                                        | longa          | ↓↑        | Broega             | autocarro standard 3 portas | 446              | 2022.06.01         |
| 4524  | Palmela (Terminal) ⇆ Pegões                                  |                                        | longa          | ↓↑        | Varzinha           | autocarro standard 3 portas | 447              | 2022.06.01         |
| 4525  | Faias ⇆ Pinhal Novo                                          |                                        | longa          | ↓↑        | Broega             | autocarro standard 3 portas | Nova             | 2023.04.17         |
| 4530  | Bairro Vila Morena ⇆ Pinhal Novo                             |                                        | longa          | ↓↑        | Varzinha           | autocarro standard 3 portas | 451              | 2022.06.01         |
| 4531  | Moita (Alto de São Sebastião) ⇆ Palmela (Terminal)           |                                        | longa          | ↓↑        | Broega             | autocarro standard 3 portas | 326              | 2022.06.01         |
| 4532  | Bairro Primeiro de Maio ⇆ Moita (Estação)                    |                                        | longa          | ↓↑        | Broega             | autocarro standard 2 portas | 313              | 2022.06.01         |
| 4540  | Águas de Moura ⇆ Setúbal (ITS)                               |                                        | longa          | ↓↑        | Varzinha           | autocarro standard 3 portas | 764 765          | 2022.06.01         |
| 4541  | Algeruz ⇆ Saboaria                                           |                                        | longa          | ↓↑        | Varzinha           | autocarro standard 3 portas | 610              | 2022.06.01         |
| 4542  | Algeruz ⇆ Setúbal (ITS)                                      |                                        | longa          | ↓↑        | Varzinha           | autocarro standard 3 portas | 779              | 2022.06.01         |
| 4543  | Algeruz ⇆ Setúbal (ITS)                                      | Poçoilos                               | longa          | ↓↑        | Varzinha           | autocarro standard 3 portas | 779              | 2022.06.01         |
| 4544  | Bairro da Margaça ⇆ Setúbal (ITS)                            |                                        | longa          | ↓↑        | Varzinha           | autocarro standard 3 portas | 764 765          | 2022.06.01         |
| 4545  | Bela Vista ⇆ Biscainho                                       |                                        | longa          | ↓↑        | Varzinha           | autocarro standard 3 portas | 708              | 2022.06.01         |
| 4546  | Biscainho ⇆ Setúbal (ITS)                                    |                                        | longa          | ↓↑        | Varzinha           | autocarro standard 3 portas | 774              | 2022.06.01         |
| 4548  | Lagameças ⇆ Setúbal (ITS)                                    |                                        | longa          | ↓↑        | Varzinha           | autocarro standard 3 portas | 758              | 2022.06.01         |
| 4549  | Palmela (Terminal) ⇆ Setúbal (ITS)                           |                                        | longa          | ↓↑        | Varzinha           | autocarro standard 3 portas | 767              | 2022.06.01         |
| 4550  | Palmela (Terminal) ⇆ Vila Nogueira de Azeitão                |                                        | longa          | ↓↑        | Varzinha           | autocarro standard 3 portas | 768              | 2022.06.01         |
| 4551  | Mercado do Livramento ⇆ Palmela (Miradouro)                  |                                        | longa          | ↓↑        | Varzinha           | autocarro standard 2 portas | 604              | 2022.06.01         |
| 4552  | Brejos de Azeitão ⇆ Palmela (Terminal)                       |                                        | longa          | ↓↑        | Varzinha           | autocarro standard 3 portas | Nova             | 2024.02.01         |
| 4560  | Cabanas ⇆ Vila Nogueira de Azeitão                           |                                        | longa          | ↓↑        | Varzinha           | autocarro mini              | 257              | 2022.06.01         |
| 4562  | Setúbal (ITS) ⇆ Vila Nogueira de Azeitão (Escola)            | Palmela (Estação)                      | longa          | ↓↑        | Varzinha           | autocarro standard 3 portas | 767 768          | 2022.06.01         |
| 4600  | Alcochete Freeport ⇆ Barreiro (Terminal)                     |                                        | longa          | ↓↑        | Broega             | autocarro standard 3 portas | 410              | 2022.06.01         |
| 4602  | Alhos Vedros (Estação) ⇆ Barreiro (Terminal)                 |                                        | longa          | ↓↑        | Broega             | autocarro standard 3 portas | 317              | 2022.06.01         |
| 4604  | Barreiro (Terminal) ⇆ Moita (Alto de São Sebastião)          |                                        | longa          | ↓↑        | Broega             | autocarro standard 3 portas | 307              | 2022.06.01         |
| 4605  | Lavradio (Quinta da Várzea) ⇆ Pinhal do Forno                |                                        | longa          | ↓↑        | Broega             | autocarro standard 3 portas | 330              | 2022.06.01         |
| 4610  | Bairro Alentejano ⇆ Barreiro (Terminal)                      |                                        | longa          | ↓↑        | Broega             | autocarro standard 3 portas | 305              | 2022.06.01         |
| 4611  | Moita (Alto de São Sebastião) ⇆ Penalva (Estação)            |                                        | longa          | ↓↑        | Broega             | autocarro mini              | 311              | 2022.06.01         |
| 4612  | Bairro dos Marinheiros ⇆ Palmela (Terminal)                  |                                        | longa          | ↓↑        | Broega             | autocarro standard 2 portas | Nova             | 2022.06.01         |
| 4620  | Moita (Alto de São Sebastião) ⇆ Paio Pires                   |                                        | longa          | ↓↑        | Broega             | autocarro standard 3 portas | 302              | 2022.06.01         |
| 4621  | Moita (Alto de São Sebastião) ⇆ Seixal (Terminal Fluvial)    |                                        | longa          | ↓↑        | Broega             | autocarro standard 3 portas | Nova             | 2022.06.01         |
| 4632  | Coina (Estação) ⇆ Quinta do Anjo                             |                                        | longa          | ↓↑        | Varzinha           | autocarro standard 3 portas | Nova             | 2022.09.13         |
| 4641  | Quinta do Conde ⇆ Setúbal (ITS)                              |                                        | longa          | ↓↑        | Varzinha           | autocarro standard 3 portas | 770              | 2022.06.01         |
| 4643  | Montijo (Bairro do Saldanha) ⇆ Sesimbra (Terminal)           |                                        | mar            | ↓↑        | Broega             | autocarro standard 3 portas | 440              | 2022.06.01         |
| 4701  | Lisboa (Oriente) ⇆ Vale da Amoreira                          |                                        | rápida         | ↓↑        | Broega             |                             | 333              | 2022.06.01         |
| 4702  | Lisboa (Oriente) ⇆ São Francisco                             |                                        | rápida         | ↓↑        | Broega             |                             | 432              | 2022.06.01         |
| 4704  | Atalaia ⇆ Lisboa (Oriente)                                   | Bairro Areias e Bairro Esteval         | rápida         | ↓↑        | Broega             |                             | 432              | 2022.06.01         |
| 4705  | Lisboa (Oriente) ⇆ Samouco                                   |                                        | rápida         | ↓↑        | Broega             |                             | 435              | 2022.06.01         |
| 4706  | Lisboa (Oriente) ⇆ Montijo (Altos dos Moinhos)               |                                        | rápida         | ↓↑        | Broega             |                             | 453              | 2022.06.01         |
| 4707  | Lisboa (Oriente) ⇆ Montijo (Terminal)                        |                                        | rápida         | ↓↑        | Broega             |                             | 435              | 2022.06.01         |
| 4708  | Alcochete Freeport ⇆ Lisboa (Oriente)                        | Montijo                                | rápida         | ↓↑        | Broega             |                             | Nova             | 2025.04.01         |
| 4710  | Lisboa (Oriente) ⇆ Palmela (Terminal)                        |                                        | rápida         | ↓↑        | Varzinha           |                             | 565              | 2022.06.01         |
| 4715  | Lisboa (Oriente) ⇆ Setúbal (Várzea)                          | Palmela e Pinhal Novo                  | rápida         | ↓↑        | Varzinha           |                             | 563              | 2022.06.01         |
| 4720  | Lisboa (Oriente) ⇆ Setúbal (Várzea)                          |                                        | rápida         | ↓↑        | Varzinha           |                             | 562              | 2022.06.01         |
| 4725  | Sete Rios (Estação) ⇆ Setúbal (Várzea)                       |                                        | rápida         | ↓↑        | Varzinha           |                             | 561              | 2022.06.01         |
| 4730  | Sete Rios (Estação) ⇆ Setúbal (ITS)                          | Azeitão                                | longa          | ↓↑        | Varzinha           | autocarro standard 3 portas | 754 755          | 2022.09.13         |
| 4741  | Lisboa (Oriente) ⇆ Vale da Amoreira                          | A33                                    | rápida         | ↓↑        | Broega             |                             | Nova             | 2025.03.01         |
| 4901  | Landeira ⇆ Setúbal (ITS)                                     |                                        | longa          | ↓↑        | Varzinha           | autocarro standard 3 portas | 709              | 2022.06.01         |
| 4902  | Landeira ⇆ Pegões                                            |                                        | longa          | ↓↑        | Varzinha           | autocarro standard 3 portas | 8902             | 2022.06.01         |
| 4905  | Faias ⇆ Vendas Novas                                         |                                        | inter-regional | ↓↑        | Broega             | autocarro standard 3 portas | 8080             | 2022.06.01         |
| 4906  | Setúbal (ITS) ⇆ Vendas Novas                                 | Landeira                               | inter-regional | ↓↑        | Varzinha           | autocarro standard 3 portas | 8902             | 2022.06.01         |

1. ↑   Originalmente planeada entre Cabeço Verde ⇆ Sarilhos Pequenos
2. ↑   Montijo (Terminal) ⇆ Sarilhos Grandes (Estrada dos 4 Marcos) até 2023.04.16
3. ↑   Palmela (Escola) ⇆ Palmela (Terminal) até 2024.06.30
4. ↑   Cachofarra ⇆ Hospital de São Bernardo até 2024.12.20
5. ↑   Originalmente planeada entre Bairro do Viso ⇆ Manteigadas
6. ↑   Originalmente planeada entre Alegro Setúbal ⇆ Manteigadas (Escola Profissional)
7. ↑   Brejos de Azeitão ⇆ Praia do Creiro até 2023.07.02
8. ↑   Circulação pela Praia dos Galapos e Praia do Creiro até 2023.07.02
9. ↑   Alcochete ⇆ Cais do Seixalinho até 2024.07.31
10. ↑   Cais do Seixalinho ⇆ Passil até 2024.07.31
11. ↑   Moita ⇆ Palmela (Terminal) até 2024.03.31
12. ↑   Moita ⇆ Quatro Marcos até 2024.10.31
13. ↑   Setúbal (ITS) ⇆ Vila Nogueira de Azeitão até 2024.01.31
14. ↑   Moita ⇆ Paio Pires até 2023.12.31
15. ↑   Moita ⇆ Seixal (Terminal Fluvial) até 2023.12.31
16. ↑   Lisboa (Oriente) ⇆ Valbom até 2024.07.31
17. ↑   Lisboa (Oriente) ⇆ Alcochete (Urbanização do Campo Belo) até 2024.09.11
18. ↑   Circulação por Valbom e Alcochete até 2024.07.31
19. ↑   Lisboa (Oriente) ⇆ São Francisco até 2024.07.31
20. ↑   Lisboa (Oriente) ⇆ São Francisco (Vila Azul) até 2024.09.11
21. ↑   Lisboa (Oriente) ⇆ Setúbal (ITS) até 2022.07.01
22. ↑   Circulação por Palmela a partir de 2025.04.01
23. ↑   Lisboa (Oriente) ⇆ Setúbal (ITS) até 2022.07.01
24. ↑   Sete Rios (Estação) ⇆ Setúbal (ITS) até 2022.07.01
25. ↑   Circulação por Fogueteiro (Estação) aos dias úteis e Corroios (Estação) aos fins de semana até 2024.12.20